# Saint-Sylvain-d’Anjou
Saint-Sylvain-d’Anjou – miejscowość i dawna gmina we Francji, w regionie Kraj Loary, w departamencie Maine i Loara. W 2013 roku jej populacja wynosiła 4738 mieszkańców. 
W dniu 1 stycznia 2016 roku z połączenia dwóch ówczesnych gmin – Pellouailles-les-Vignes oraz Saint-Sylvain-d’Anjou – utworzono nową gminę Verrières-en-Anjou. Siedzibą gminy została miejscowość Saint-Sylvain-d’Anjou. 
Znajduje się tu jedna z niewielu rekonstrukcji formy architektonicznej, z której rozwinęły się zamki (tzw. motte). Motte to zostało wzniesione we wczesnym średniowieczu i charakteryzuje je charakter izbicowy. 